# Piotrowice (województwo zachodniopomorskie)
Piotrowice (do 1945 niem. Peterfitz) – wieś sołecka w Polsce położona w województwie zachodniopomorskim, w powiecie kołobrzeskim, w gminie Dygowo.
Według danych z 1 stycznia 2011 r. wieś miała 212 mieszkańców.

## Historia
Piotrowice (z niem. Peterfitz) to miejscowość o metryce średniowiecznej wzmiankowana po raz pierwszy w 1319. Należała wtedy do Hibertusa Glanzenapa, który sprzedał ją dziekanowi Kołobrzeskiej Kapituły Kolegiackiej Ludwicusowi de Wida, a ten z kolei wymienił w 1330 na część Czernina należącą do Wulfa Schmelingka. W czasach późniejszych do II poł. XIX wieku Piotrowice miały wspólnych właścicieli z Kłopotowem. W 1892 Piotrowice, już bez Kłopotowa, należały do Ernsta Otto. Na początku XX wieku wsią władali członkowie rodu Braun, zaś w 1939 Fritz von Sydow.
W 1913 roku w Piotrowicach znaleziono w naczyniu złoty naszyjnik z VI wieku n.e., ważący 1883 g, zdobiony odciskami półksiężycowego stempelka. Po wykupieniu go za 450 marek przez miasto Kołobrzeg z rąk prywatnych, tylko raz znalazł się w muzeum, później przechowywany był w kasie pancernej miasta (pokazywano zaś jego wierną kopię z pozłacanego srebra). Od 1999 naszyjnik znajduje się w Muzeum Pomorza (Pommersches Landesmuseum) w Greifswaldzie, stanowiąc istotny element tamtejszej ekspozycji stałej.

## Zabytki
- park dworski o powierzchni 1ha z II połowy XIX w. to przede wszystkim skupienie buków zwyczajnych o fizjonomii lasu bukowego. W obrębie parku zarejestrowano obecność bluszczu zwyczajnego, śnieżyczki, przebiśniegu. Park nie przedstawia szczególnej wartości przyrodniczej[4]

inne:
- dawny dwór z zabudowaniami gospodarczymi z drugiej poł. XIX w. Budynek wzniesiono na rzucie prostokąta, całkowicie podpiwniczony, nakryty niskim dwuspadowym dachem. Przy wschodniej ścianie szczytowej – przerobiony z ryzalitu pięcioboczny ganek o konstrukcji ryglowej. Wnętrze dwutraktowe, częściowo z korytarzem, od strony wschodniej trzytraktowe. Wyposażenie architektoniczne stanowią gzymsy podokienne i kordonowe, elementy artykulacji pseudoryzalitu oraz widoczna konstrukcja ryglowa ganku przy ścianie wschodniej
- chałupa ryglowana z pierwszej połowy XIX w.
- około 2 km na północ od północnego skraju zabudowań wsi Piotrowice i 0,7 km na południowy zachód od wsi Pyszka, na lewym brzegu Parsęty, znajduje się osada z okresu średniowiecza, datowana na IX–X wiek